# Joan Ducas (cèsar)
Joan Ducas (en grec: Ιωάννης Δούκας, Iōannēs Doukas) fou fill d'Andrònic Ducas, un noble de Paflagònia, i germà menor de l'emperador Constantí X Ducas. Joan Ducas era, també, l'avi per línia paterna d'Irene Ducena, l'esposa de l'emperador Aleix I Comnè. Va tenir el títol de cèsar, la distinció més important després de la d'emperador. Fou un fidel defensor dels drets successoris del seu nebot Miquel VII, conseller seu i també de l'emperador Aleix I, tot i que durant un temps les circumstàncies el van obligar a ocupar el lloc de Miquel.

## Cèsar
Va obtenir el títol de cèsar del seu germà, l'emperador Constantí X, i va ser un dels membres més influents de l'aristocràcia a la cort des de la mort del seu germà fins a l'arribada al tron d'Aleix I Comnè. Era el senyor d'unes terres a Tràcia i a Bitínia. Va ser amic de l'historiador Miquel Psel·los.
Després de servir, en un segon pla, com a conseller i defensor del seu germà, Joan va ser més protagonista després de la mort d'aquell el 1067, quan es va mostrar el protector natural dels drets del seu nebot Miquel VII Ducas.La seva posició com a cèsar i la seva influència familiar, implicava que havia de representar al senat l'oposició als partidaris de la vídua Eudòxia Macrembolitissa i el seu segon marit Romà IV Diògenes, els quals van assumir la regència. En el transcurs dels següents tres anys va esdevenir el pitjor enemic de l'emperador regent i això li va comportar que quan Romà Diògenes va assolir el poder li va retirar les seves possessions a Bitínia. Va ser llavors quan va saber que el seu fill Andrònic Ducas havia abandonat el bàndol de l'emperador en la desastrosa batalla de Mantziciert el 1071, per estar al bàndol del seu pare.
La captivitat de Romà Diògenes va donar a Joan l'oportunitat de tornar a la cort, a petició d'Eudòxia. Unint forces amb Miquel Psel·los, el cèsar va aconseguir que l'emperadriu compartís el poder amb el seu fill i més tard li va proposar que es retirés com a monja, cosa que va fer l'octubre del 1071. Aviat va esdevenir el governant de facto, sota el seu nebot Miquel VII, i va preparar l'ambient polític perquè Romà Diògenes no fos acceptat, escampant la idea que Romà havia assumit el poder per la minoria d'edat de Miquel però ja no calia el seu servei. El cèsar va enviar els seus fills Andrònic i Constantí a capturar Romà Diògenes, qui havia sortit del seu captiveri i ansava recuperar el tron per ser emperador en solitari. Joan Ducas inicialment va proposar a Romà que es retirés a un monestir, però més endavant va canviar de parer i va ordenar que el ceguessin; el seu odi era tan gran que, mentre moria per haver-se-li infectat la ferida als ulls, li va enviar un missatge de burla felicitant-lo per la pèrdua. Amb l'eliminació de Romà, Joan i Miquel Psel·los van ser les figures més influents a la cort.
Amb el temps, però, va perdre la confiança del seu nebot qui va preferir el consell de l'eunuc Niceforitzes i cap a l'any 1073 va ser forçat a retirar-se a les seves terres de Bitínia. Allà va passar el temps practicant la cacera en els boscos propers a la riba del Bòsfor.

## La rebel·lió del 1074
Mentrestant, l'amenaça dels seljúcides, va fer que els romans d'Orient es posessin en alerta i apleguessin un exèrcit de mercenaris comandats per Isaac Comnè. Els mercenaris normands, guiats per Roussel de Bailleul, es van rebel·lar després contra els romans d'Orient, van derrotar una tropa de l'exèrcit imperial i van provar d'implantar un regne propi a Anatòlia.
La situació a Àsia Menor era tan inestable que l'emperador Miquel VII Ducas es va veure forçat a demanar el 1074 al seu oncle que es fes càrrec de l'exèrcit imperial i anés a derrotar els normands. Aquest va acceptar i va fixar el seu quarter general a Dorilèon i els dos exèrcits es van enfrontar en la rodalia del pont que travessa el riu Sangari, una de les principals vies de comunicació que enllaçaven Constantinoble amb les províncies del centre d'Anatòlia. Joan va ser traït per alguns mercenaris francs que hi havia a les seves files i els soldats manats per Nicèfor Botaniates que es van retirar presos pel pànic. Joan i el seu fill Andrònic foren capturats. Els victoriosos mercenaris van continuar amb el seu avanç mentre l'exèrcit de Constantí es desintegrava en haver mort el seu comandant.
Roussel de Bailleul, davant del dubte de si les seves forces mercenàries podrien enderrocar l'emperador a Constantinoble, va decidir actuar com a general en cap sense esperar a rebre ordres. Va proclamar Joan Ducas emperador, persuadint amb facilitat el seu captiu dient-li que era més mereixedor que el seu nebot; esperava que així el deixarien tranquil al nou regne anatòlic que volia crear.
Miquel VII i Niceforitzes tenien neguit per la pròpia seguretat i van cercar una aliança amb Sulayman ibn Kutalmix, que es va formalitzar en un tractat mitjançant el qual els romans d'Orient cedien el govern als seljúcides de les províncies ocupades pels normands. Els seljúcides van aportar un exèrcit que lluitaria en benefici de Miquel, que es va desplaçar sense perdre temps cap al mont Sòfon, on Joan Ducas i Roussel havien acampat. Els seljúcides van preparar una emboscada i, tot i que Roussel va aconseguir escapar, Joan fou capturat i així la rebel·lió es va donar per acabada.
Després d'una temporada captiu sota els seljúcides, Joan fou alliberat per ordre del seu nebot. Miquel li va permetre que mantindria els títols si renunciava a les seves aspiracions imperials i ingressava en la vida monacal, cosa que feu amb el nom monàstic d'Ignasi.

## Retorn a la vida política
Tot i haver pres els hàbits de monjo, Joan encara era considerat una persona d'influència política. Quan el 1078 l'emperador Miquel va començar a perdre el suport del seu poble i Nicèfor Botaniates es va alçar contra ell, el seu oncle el va aconsellar que abdiqués i ingressés en la vida monàstica. Uns anys més tard, el 1081 Joan va marxar de Constantinoble per tal de trobar-se amb Aleix Comnè i convèncer-lo perquè es revoltés contra Botaniates i reclamés el tron, ja que pensava que seria millor governant. També va ser ell qui va arranjar el matrimoni de la seva neta Irene Ducena amb Aleix, malgrat les objeccions de la mare d'Aleix, Anna Dalassena. Aleix va aconseguir ser emperador i,davant el canvi en el panorama polític, Joan va abandonar definitivament el monestir per retornar al càrrec de cèsar que de nou li oferien. Va ser conseller i home de confiança d'Aleix fins que va morir l'any 1088.

## Família
Ni Joan ni el seu germà Constantí X no descendien de la branca masculina dels Ducas, la qual s'havia extingit durant la revolta que va haver durant la minoria d'edat de Constantí VII, sinó per la part femenina. Per fer notar que pertanyien a una branca menor de la família els anomenaven els Ducitzes.
Del seu matrimoni amb Irene Pegonitissa va tenir dos fills, els quals van morir abans que el pare. S'anomenaven: 
- Andrònic, que va ser el pare d'Irene Ducena.
- Constantí, que va morir en la revolta del 1074.